# Аширов, Ахметжан Аксупиевич
Ахметжан Ашири (полное имя — Ахмет Аксупиевич Аширов; уйг. Әхмәтҗан Һашири‎; 20 августа 1938; Чиликский район, Алматинская область, СССР) — казахстанский уйгурский писатель, драматург. Народный писатель Казахстана (2023), заслуженный деятель Казахстана (2015). Лауреат Международной литературной премии «Алаш» (2012).

## Биография
Родился 20 августа 1938 года в казахском селе Малыбай Алматинской области.
Обучался в панфиловском педагогическом училище и Казахском Государственном Университете. Работал редактором Казахского Радио и учителем в Талгарском районе после окончания аспирантуры научно-исследовательского института педагогических наук им. И.Алтынсарина, затем заведующим отделом литературы и искусства и секретарем редакции газеты «Коммунизм туги» (ныне «Уйгур авази»).
Написал за свои годы работы ряд произведений, таких как повести «Мне не забыть», «Так хочу жить», «Неувядающий цветок», «Нурана» и роман «Одинокая мята».
Наиболее известным стал роман «Идикут», в котором описывалось Уйгурское государство. Главным героем является один из выдающихся полководцев Чингизхана. В своем романе писатель показывает, что добровольное подчинение спасло страну от разорения и возможно, от полного уничтожения всего народа и гибели уйгурского государства Идикут. 
Переводил свои произведения литературы на русский, казахский, узбекский, киргизский, украинский, чеченский, ингушский, якутский и другие языки. В 1989 году повесть «Плач земли» была издана в КНР. 
Был избран на ІХ съезде Союза писателей Казахстана в 1986 году.
После распада СССР и приобретения независимости Казахстана работал главным редактором журнала «Арзу».
В 2002 году был членом комиссии госпремии Республики Казахстан.
С 2006 по 2007 год занимал должность председателя Совета по уйгурской литературе Союза писателей Казахстана. Член правления Союза писателей Казахстана.

## Награды и звания
- 1988 — За заслуги в развитии советской литературы Президиум Верховного Совета КазССР награждён Почётной грамотой Верховного Совета КазССР и медалью «За трудовое отличие»;
- 1994 — степендиат государственной степендии Республики Казахстан в области литературы и искусства;
- 1998 — Указом Президента РК награждён памятной медалью «Астана»;
- 2003 — Лауреат независимой премии «Ильхом» за роман «Идикут»;
- 2009 — Указом Президента РК награждён орденом «Курмет» — за заслуги перед отечественной литературой.;
- 2015 — звания «Қазақстанның еңбек сіңірген қайраткері» (Заслуженный деятель Казахстана);
- 2022 — звания «Қазақстанның Құрметті жазушысы» (Почётный писатель Казахстана) от союза писателей Казахстана;
- 2023 — звания «Қазақстанның Халық жазушысы» (Народный писатель Казахстана) награда вручена из рук президента РК в Акорде;
- Правительственные награды, в том числе:
  - Медаль «10 лет Астане» (2008);
  - Медаль «20 лет независимости Республики Казахстан» (2011);
  - Медаль «25 лет независимости Республики Казахстан» (2016);
  - Медаль «30 лет независимости Республики Казахстан» (2021);
  - Медаль «20 лет Ассамблеи народа Казахстана» (2015);